# Municipio de Boston (Indiana)
El municipio de Boston (en inglés: Boston Township) es un municipio ubicado en el condado de Wayne en el estado estadounidense de Indiana. En el año 2010 tenía una población de 887 habitantes y una densidad poblacional de 13,82 personas por km².

## Geografía
El municipio de Boston se encuentra ubicado en las coordenadas 39°45′18″N 84°52′47″O / 39.75500, -84.87972. Según la Oficina del Censo de los Estados Unidos, el municipio tiene una superficie total de 64.2 km², de la cual 63,88 km² corresponden a tierra firme y (0,49 %) 0,31 km² es agua.

## Demografía
Según el censo de 2010, había 887 personas residiendo en el municipio de Boston. La densidad de población era de 13,82 hab./km². De los 887 habitantes, el municipio de Boston estaba compuesto por el 98,42 % blancos, el 0,56 % eran afroamericanos, el 0,11 % eran amerindios, el 0,34 % eran asiáticos, el 0,11 % eran de otras razas y el 0,45 % eran de una mezcla de razas. Del total de la población el 0,34 % eran hispanos o latinos de cualquier raza.